# Powiat Tamsweg

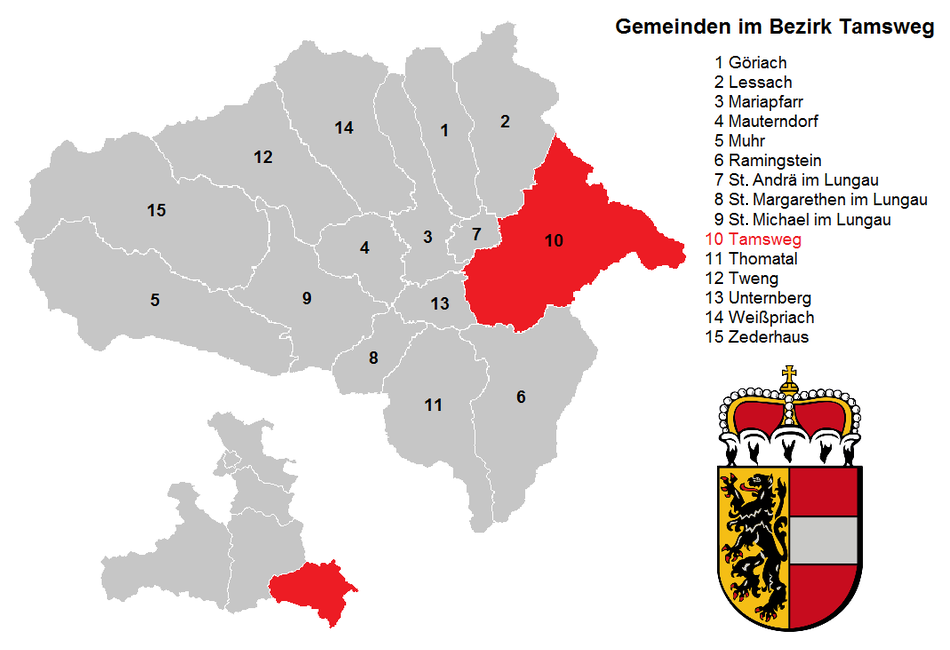
Gminy powiatu Tamsweg

Powiat Tamsweg (niem. Bezirk Tamsweg , nazywany również Lungau) – powiat w Austrii, w kraju związkowym Salzburg. Siedziba powiatu znajduje się w miejscowości Tamsweg.

## Geografia
Powiat całkowicie leży w Alpach Centralnych, północna i środkowa część w Niskich Taurach, przy południowej granicy z krajem związkowym Karyntia niewielki obszar znajduje się w Wysokich Taurach, część południowo-zachodnia leży na szczycie Wöllaner Nock.
Powiat Tamsweg graniczy z następującymi powiatami: na wschodzie Murau, na północy Liezen (obydwa w kraju związkowym Styria), na zachodzie St. Johann im Pongau, na południu Spittal an der Drau (Karyntia).

## Historia
Od II wieku p.n.e. Lungau wliczano do Noricum, jednego z królestw celtyckich. 15 lat przed Chrystusem Lungau zostało podbite przez Rzymian, w roku 50 n.e. z byłego królestwa utworzono prowincję. W VIII w. Lungau było pod władzą bawarską. Od XIII w. do 1803 tereny przeszły pod władania biskupstwa Salzburg. Następnie na krótko całe biskupstwo włączono w granice Bawarii by w 1816 powróciło do Austrii. Wraz z powstaniem kraju związkowego Salzburg, powstał powiat. Od wybudowania w latach 1974–1976 Tauern Autobahn stanowczo rozwinęła się gospodarka.

## Podział administracyjny
Powiat podzielony jest na 15 gmin, w tym cztery gminy targowe (Marktgemeinde) oraz jedenaście gmin wiejskich (Gemeinde).
| Gminy targowe 1. Mariapfarr (2475) 2. Mauterndorf (1609) 3. St. Michael im Lungau (3539) 4. Tamsweg (5757) | Gminy 1. Göriach (345) 2. Lessach (547) 3. Muhr (489) 4. Ramingstein (1040) 5. St. Andrä im Lungau (748) 6. St. Margarethen im Lungau (761) 7. Thomatal (356) 8. Tweng (239) 9. Unternberg (1043) 10. Weißpriach (307) 11. Zederhaus (1182) |
| (stan liczby mieszkańców 1 stycznia 2023)                                                                  | |